# Blob (data)
Ett binärt stort objekt, även kallat Blob (Binary Large OBject), är en samling av binär data lagrad som en enda enhet. BLOB används ofta för att lagra stora mängder data, såsom bilder, ljudfiler, videor och andra multimediaobjekt. I databaser är en BLOB en typ av fält som kan innehålla denna stora mängd data.

## Användning
BLOB används i en mängd olika tillämpningar där stora binära filer behöver lagras och bearbetas. Till exempel:
- Databaser: BLOB används ofta i databaser för att lagra stora filer som inte passar bra i traditionella textfält. Exempel på detta är bilder i en bilddatabas eller videofiler i en mediedatabas.
- Webbapplikationer: Många webbapplikationer använder BLOB för att lagra användargenererat innehåll, såsom profilbilder och uppladdade dokument.
- Backup och arkivering: BLOB kan användas för att lagra stora backupfiler eller arkiverade data som behöver hållas intakta och opåverkade.

## Egenskaper
BLOB är "opak", vilket innebär att innehållet inte tolkas av databasen utan endast lagras som en sekvens av byte. Detta skiljer sig från andra datatyper som text eller siffror, där innehållet kan bearbetas och manipuleras direkt av databassystemet.
BLOB kan variera i storlek beroende på systemets kapacitet och specifikationer. Vissa databaser stöder BLOB upp till flera gigabyte i storlek.

## Exempel på användning i olika språk

### SQL
I SQL-databaser används BLOB-datatypen för att deklarera kolumner som kan lagra stora binära objekt. Exempel:
```
  
CREATE
 
TABLE
 
mediefiler
 
(

      
id
 
INT
 
PRIMARY
 
KEY
,

      
fil
 
BLOB

  
);

```

### Python
I Python kan BLOB hanteras med hjälp av bibliotek som SQLite:
```
  
import
 
sqlite3

  
conn
 
=
 
sqlite3
.
connect
(
'example.db'
)

  
c
 
=
 
conn
.
cursor
()

  
c
.
execute
(
'''CREATE TABLE mediefiler (id INT, fil BLOB)'''
)

```